# Tanrō Ishida
Pour les articles homonymes, voir Ishida.
Tanrō Ishida (石田 淡朗, Ishida Tanrō), né le 29 octobre 1987, est un acteur japonais installé à Londres en Grande-Bretagne.

## Carrière
Dès l'âge de trois ans, Ishida est formé aux théâtres traditionnels japonais nô et kyogen par son père et lme maître de son père. Il a joué dans des théâtres au Japon, au Carnegie Hall à New York, et au théâtre du Globe à Londres.
Il s'installe en Angleterre quand il a 15 ans pour étudier au Guildhall School of Music and Drama.Après ses études, il crée sa propre compagnie de théâtre, le Tea Leaf Theatre.

## Filmographie
- Gambit : Arnaque à l'anglaise (Gambit) (2012), dans le rôle d'Akihira Kontaro[2]
- The Railway Man (2013), dans le rôle de Takashi Nagase jeune[3]
- Sen-nen no Yuraku|千年の愉楽 (2013)[4].
- 47 ronin (2013)

## Source de la traduction
- (en) Cet article est partiellement ou en totalité issu de l’article de Wikipédia en anglais intitulé « Tanroh Ishida » (voir la liste des auteurs).